# Letscho

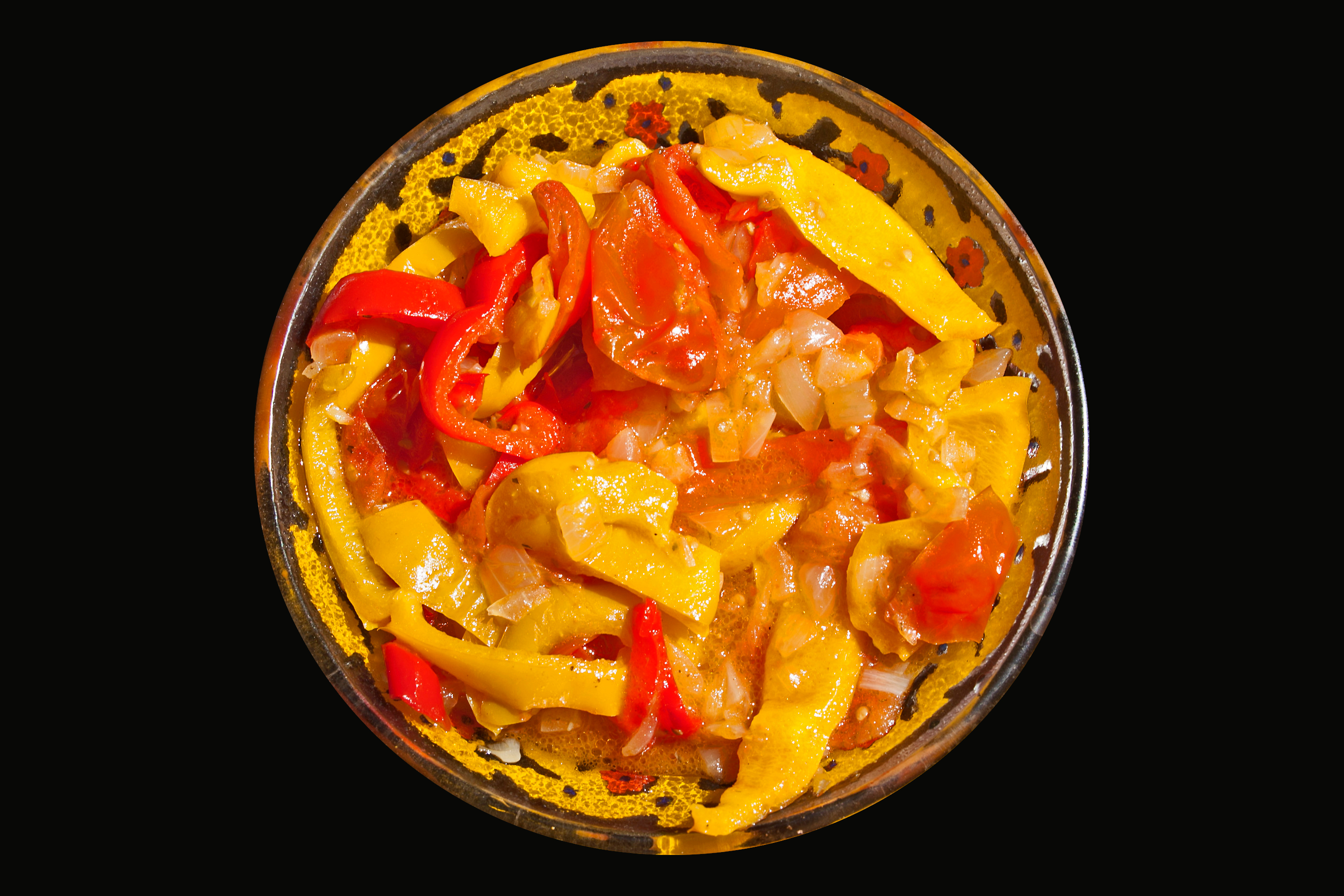
Letscho

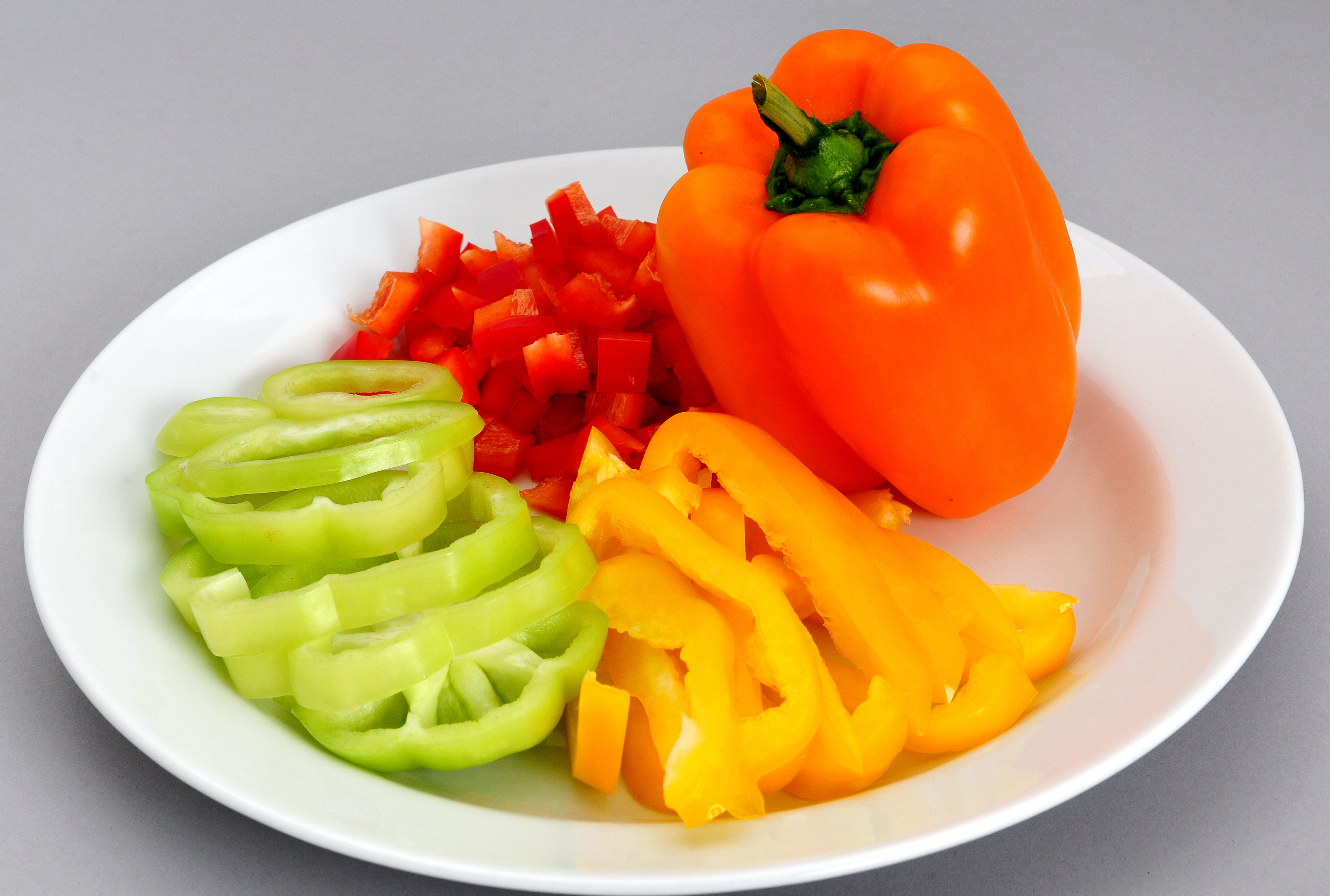
Verschiedenfarbige Paprika auf unterschiedliche Weise für die Verwendung in der Küche geschnitten

Letscho (ungarisch Lecsó, tschechisch und slowakisch Lečo, polnisch Leczo, spanisch Lecho, baskisch und katalanisch Letxo) ist ein Schmorgericht der ungarischen Küche, das grundsätzlich aus weißem Spitzpaprika (ungarisch: Lecsópaprika oder Magyar fehér paprika), Tomaten und Zwiebeln besteht und mit Salz und Pfeffer gewürzt ist.

Letscho ist in Ungarn eine Hauptmahlzeit und keine Beilage, deshalb wird es manchmal mit Eiergraupen (Tarhonya) zubereitet. Es können auch Lecsókolbász (eine ungarische Wurstsorte), Wein und Reis hinzugefügt werden. Das Gericht hat inzwischen auch international Liebhaber gewonnen. So ist es beispielsweise ein wichtiger Bestandteil der österreichischen Küche geworden.
In Deutschland ist Letscho besonders in den neuen Ländern als Beilage zu Grillgerichten, Bratwurst und anderen Fleischgerichten, aber auch als Bestandteil von Soljanka, sehr beliebt. Dort bieten Supermärkte und Lebensmittelläden verschiedene Sorten Letscho im Glas an. Diese sind aber im Unterschied zum ungarischen Rezept nahezu alle mit Branntweinessig gesäuert und enthalten nur selten tierische Produkte.